# 유엔 키프로스 평화유지군

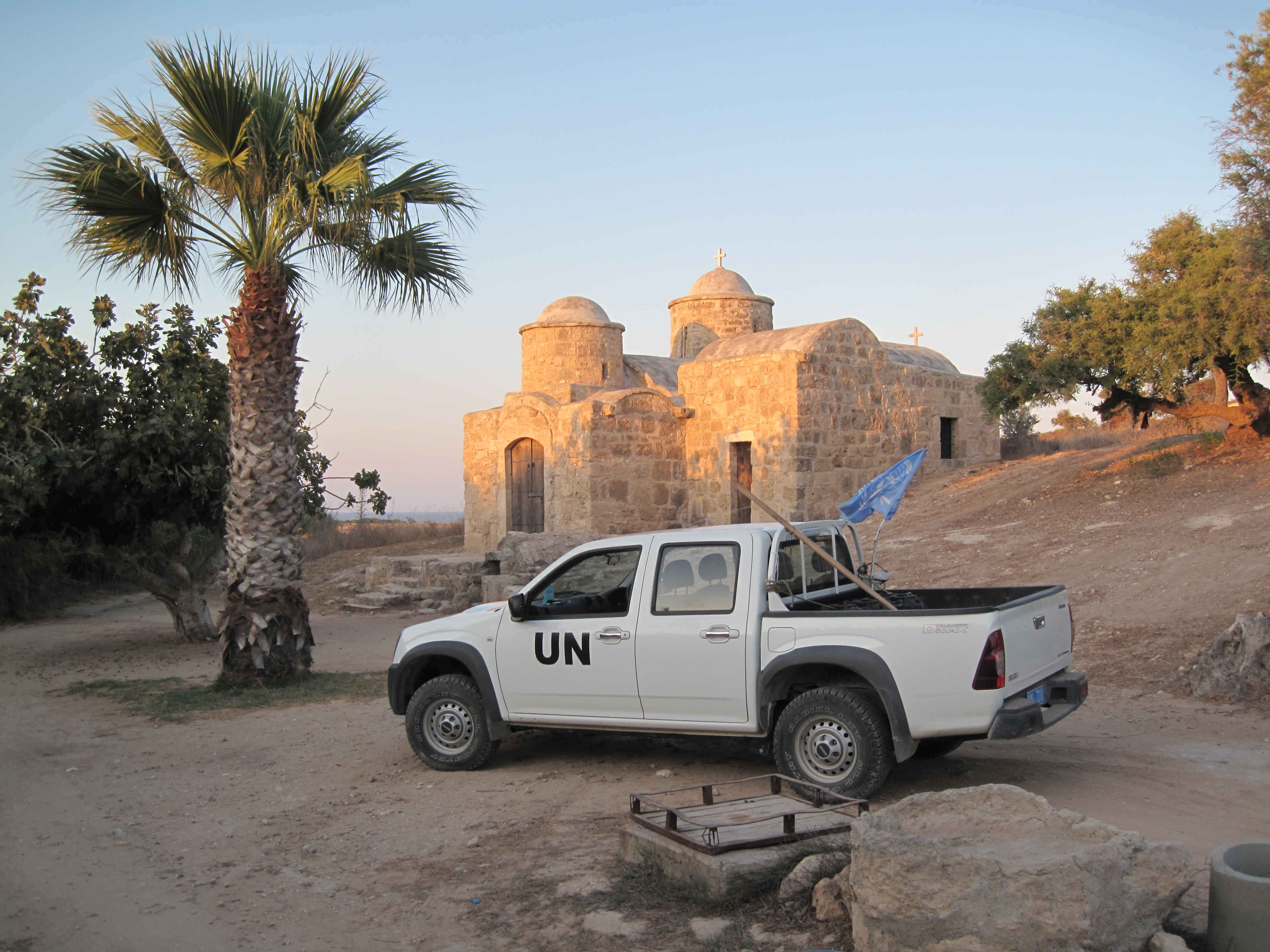
유엔 키프로스 평화유지군 차량

유엔 키프로스 평화유지군(영어: United Nations Peacekeeping Force in Cyprus, UNFICYP)은 키프로스 분쟁에 따라 1964년부터 키프로스에 전개하고 있는 유엔의 평화 유지군이다. 키프로스의 그리스계 주민과 터키계 주민 충돌 방지를 목적으로 하고 있다.

## 같이 보기
- 유엔 키프로스 완충 지대